# Brasilien (musikalbum)
Brasilien är ett musikalbum med brasilianska sånger från 2001 av jazzsångerskan Lina Nyberg.

## Låtlista
1. Mitt i tiden (Edu Lobo/Torquato Neto/Lina Nyberg) – 4:46
2. En ton (Caetano Veloso/Lina Nyberg) – 4:05
3. Vad jag viskar (Francis Hime/Chico Buraque/Lina Nyberg) – 3:38
4. Fotografi (Antonio Carlos Jobim/Lina Nyberg) – 6:05
5. Under träden (Nelson Cavaquinho/Guilherme de Brito/Lina Nyberg) – 3:04
6. Det blir regn (Djavan/Cacaso/Lina Nyberg) – 6:35
7. Den som lever får se (Pedro Caetano/Lina Nyberg) – 3:43
8. När kvällen kommer (Joyce/Ana Terra/Lina Nyberg) – 3:34
9. Vid världens ände (Milton Nascimento/Ronaldo Bastos/Lina Nyberg) – 4:15
10. Fragancia (Evert Taube) – 10:56

## Medverkande
- Lina Nyberg – sång, gitarr
- Staffan Svensson – trumpet
- Fredrik Ljungkvist – klarinett, sopransaxofon, tenorsaxofon
- Anders Jormin – bas
- Audun Kleive – trummor, slagverk